# ماكسويل (لاعب كرة قدم برازيلي)
ماكسويل هو لاعب كرة قدم برازيلي في مركز الهجوم، ولد في 29 أكتوبر 1986 في فارزيا باوليستا في البرازيل. لعب مع باوليستا ونادي سيتيزن.

## وصلات خارجية
- ماكسويل (لاعب كرة قدم برازيلي) على موقع قاعدة بيانات كرة القدم.إي يو (الإنجليزية)
- ماكسويل (لاعب كرة قدم برازيلي) على موقع Soccerway.com (الإنجليزية)